# Morale e belle ragazze
Morale e belle ragazze (Morality for Beautiful Girls) è un romanzo di Alexander McCall Smith del 2001, il terzo della serie No. 1 Ladies' Detective Agency. Protagonista la signora Precious Ramotswe, una singolarissima detective nera e prosperosa, che indaga in un'Africa insolita e straordinariamente vera.

## Trama
L'unica agenzia investigativa del Botswana gestita da sole donne (Precious Ramotswe e la brillante segretaria Signorina Makutsi) deve affrontare due casi importanti  proprio mentre il “promesso sposo” di Precious (il signor JLP Maketoni) cade in una profonda crisi depressiva rischiando di perdere la sua fiorente attività di meccanico.  
Precious si interesserà di un tentato omicidio per avvelenamento, mentre la segretaria Makutsi dovrà selezionare le aspiranti modelle ad un concorso di bellezza (uno dei criteri principali dovrà essere la moralità delle ragazze).